# Kerplunk!
| Оценки критиков                   | Оценки критиков |
| Источник                          | Оценка          |
| --------------------------------- | --------------- |
| AllMusic                          | [ 9 ]           |
| Alternative Press                 | [ 10 ]          |
| Christgau’s Consumer Guide        | [ 11 ]          |
| Encyclopedia of Popular Music     | [ 12 ]          |
| The New Rolling Stone Album Guide | [ 13 ]          |
| Pitchfork                         | 8.5/10          |
| Sputnikmusic                      | [ 14 ]          |
| Punknews                          | [ 7 ]           |

Kerplunk! — второй студийный альбом американской панк-рок-группы Green Day, выпущенный 17 декабря 1991 году на лейбле Lookout! Records. К августу 2006 года в США было продано 2 миллиона копий, и альбом стал дважды платиновым по мировым продажам. В альбом также вошли песни с раннего мини-альбома Green Day, Sweet Children, записанного в 1990 году в звукозаписывающей компании Skene! (песни 13—16).

## Список композиций
Музыка Green Day, лирика Билли Джо Армстронг.
1. «2000 Light Years Away» — 2:24
2. «One For The Razorbacks» — 2:30
3. «Welcome to Paradise» — 3:44
4. «Christie Road» — 3:33
5. «Private Ale» — 2:26
6. «Dominated Love Slave» (Тре Кул) — 1:41
7. «One Of My Lies» — 2:19
8. «80» — 3:39
9. «Android» — 3:00
10. «No One Knows» — 3:39
11. «Who Wrote Holden Caulfield?» — 2:44
12. «Words I Might Have Ate» — 2:32
13. «Sweet Children» (Билли Джо Армстронг, Майк Дёрнт) — 1:41
14. «Best Thing In Town» — 2:03
15. «Strangeland» — 2:08
16. «My Generation» (кавер The Who) — 2:19

## Участники записи
- Билли Джо Армстронг — вокалист, гитара.
- Майк Дёрнт — бас-гитара, второй вокал.
- Тре Кул — барабаны и ударные, вокал.
- Эл Собранте — барабаны и ударные в песнях с альбома Sweet Children.